# Pseudoschinia
Pseudoschinia é um gênero de mariposa pertencente à família Crambidae.